# Giovanni Battista Abatessa
Giovanni Battista Abatessa (auch als Badessa und Giovanni Battista Bitontino bekannt; weitere Schreibweisen Abbatessa und Abadessa sowie Giovanni Batista und die französische Form Jean Baptist Abbatezza; * vor 1627 in Bitonto; † nach 1652) war ein italienischer Komponist und Gitarrist.

## Leben
Über Giovanni Battista Abatessas Leben ist nicht viel bekannt. Sein Geburtsort Bitonto in Apulien ist in den Tabulaturbüchern nach seinem Namen angegeben. Er wird dort als Bitontino bezeichnet. Er hatte Kontakte in die kulturellen Zentren Norditaliens, in denen er seine Tabulaturbücher publizierte, wie zu B. Magni und Zanobi Pignoni in Florenz, Giovanni Robletto in Orvieto und Lodovico Monza in Mailand. 

## Werke
Von Giovanni Battista Abatessa sind vier Tabulaturbücher bekannt. Es sind Sammlungen mit Stücken, die im damals üblichen Chitarra alla spagnola für die fünfseitige oder fünfchörige Barockgitarre geschrieben sind. Es sind Begleitungen populärer Lieder und Tänze des frühen siebzehnten Jahrhunderts, wie Passacaglia, Ciaccona, Folia, Ruggiero und Aria di Fiorenza (komponiert von Emilio de’ Cavalieri im Rahmen der Florentiner Intermedien von 1589) u. a. Im Band Cespuglio di varii fiori sind außerdem fünf Villanellen für eine, zwei oder drei Singstimmen mit Gitarre und Basso continuo enthalten. Jedes der Bücher enthält Spielanweisungen zu den Tabulaturen und zum Stimmen der Gitarre. Die Anzahl der inhaltlich meist identischen Ausgaben, die in kurzer Zeit folgten, deuten auf eine gewisse Popularität in seiner Zeit hin.
- Corona di vaghi fiori overo nuova intavolatura di chitarra alla spagnola...di nova agiunta accresciuta, Bartholomeo Magni, Florenz, 1627[8][9] Enthält Informationen zu Gitarrentechnik, zur Spielweise von trillo (vgl. Triller) und repicco sowie zum Stimmen[1] RISM ID: 990000004
- Cespuglio di varii fiori overo intavolatura de chitarra spagnola, Das Werk enthält zweiundzwanzig Tänze. Giovanni Robletti. Orvieto, 1635[10] OCLC 881630421 Zanobi Pignoni, Florenz, 1637OCLC 52691716 Lodovico Grignani, Rom, 1634 RISM ID: 1001154355[Digitalisat 1]
- Intessitura di varii fiori overo intavolatura di chitatra (sic) alla spagnola, Neapel, 1645 und Pieri e Paci, Rom OCLC 52691717 und Lucca, 1652 RISM ID: 990000007[Digitalisat 2]
- Ghirlanda di varii fiori overo intavolatura di chitarra spagnuola, Lodovico Monza, Mailand,[11] 1650 RISM ID: 990000008[Digitalisat 3][Digitalisat 4]

## Digitalisate
1. ↑  Cespuglio di varii fiori als Digitalisat der Harvard Library
2. ↑  Intessitura di varii fiori als Digitalisat des Museo internazionale e biblioteca della musica di Bologna
3. ↑  Ghirlanda di varii fiori als Digitalisat der Koninklijke Bibliotheek van België
4. ↑  Ghirlanda di varii fiori als Digitalisat in der Sibley Music Library der Eastman School of Music der University of Rochester